# Friedrich Leyden
Friedrich Leyden (geboren als Friedrich Levy 3. März 1891 in Freiburg im Breisgau; gestorben 30. Januar 1944 im Ghetto Theresienstadt) war ein deutscher Geograf und Diplomat in der Weimarer Republik.

## Leben

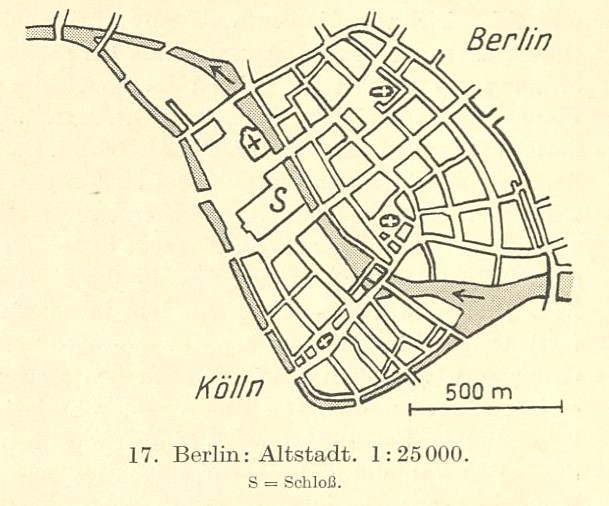
Detailkarte aus dem Buch Gross-Berlin (1933)

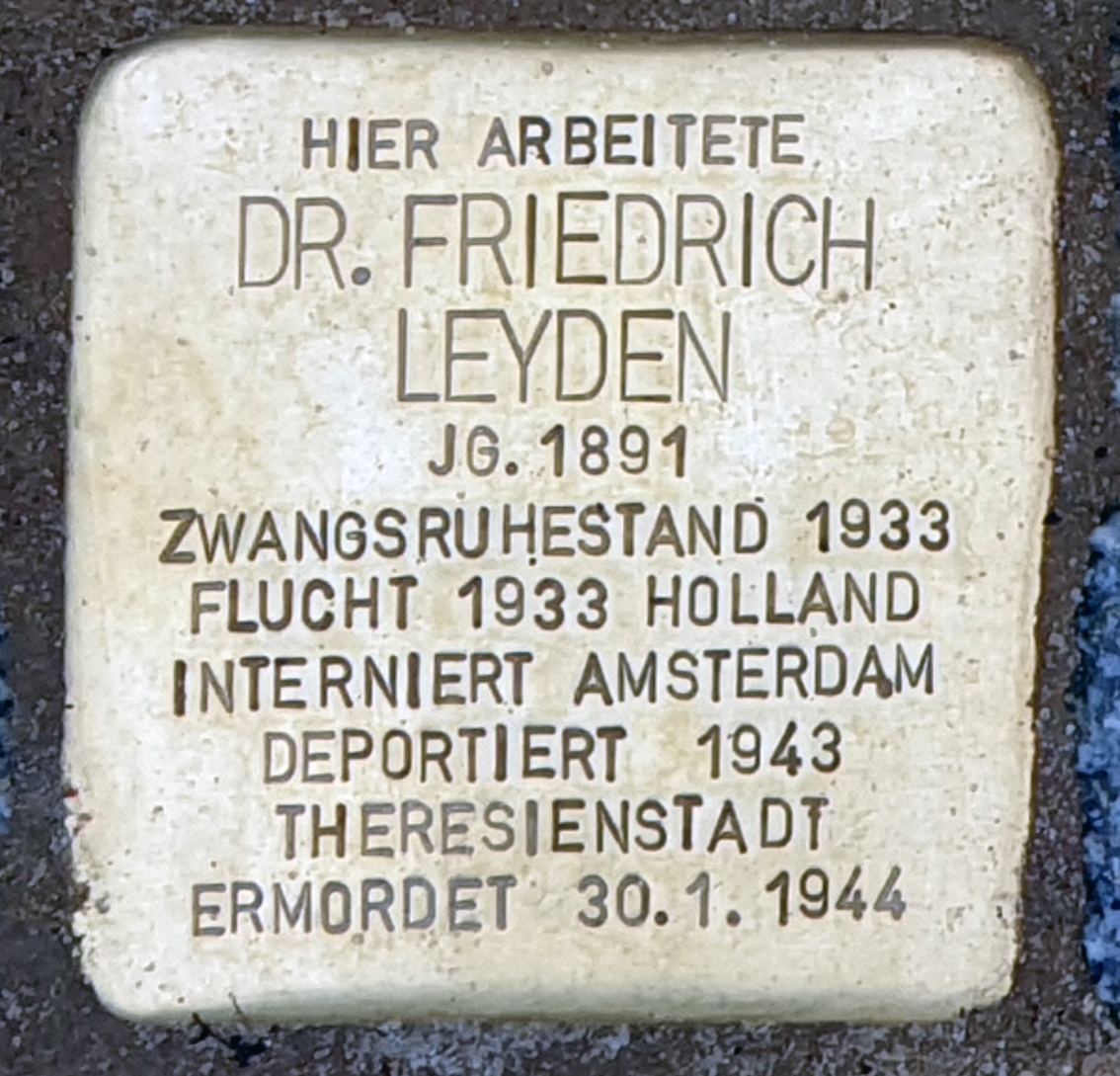
Stolperstein am Haus, Wilhelmstraße 92, in Berlin-Mitte

Friedrich Levys Vater Emil Levy war Romanistikprofessor an der Albert-Ludwigs-Universität Freiburg, seine Mutter Rosette, geb. van Praag war eine Holländerin. Levy besuchte das Bertholdsgymnasium und studierte ab 1909 Geographie an den Universitäten Freiburg, Berlin und München, wo er 1913 bei Erich von Drygalski promovierte. Ab Februar 1915 leistete er Kriegsdienst im Ersten Weltkrieg bei der Militärpolizei im belgisch-niederländischen Grenzgebiet in Turnhout. Von November 1918 bis 1921 arbeitete er wissenschaftlich an der Universität Freiburg und veröffentlichte die Ergebnisse in einer eigenen Schriftenreihe, die „Ostalpinen Formenstudien“. Seine weitere wissenschaftliche Karriere und Habilitierung wurde wegen seines jüdischen Namens verhindert.
Levy wurde im März 1922 in den Auswärtigen Dienst einberufen. Zu dem Zeitpunkt änderte er seinen Familiennamen in Leyden, das war die notwendige Konsequenz der Erfahrung, die er gemacht hatte. Im Jahr 1925 heiratete er Ilse Müssigbrodt. Nach einem knapp zweijährigen Einsatz als Vizekonsul im Generalkonsulat Neapel um das Jahr 1926 wurde Leyden im Auswärtigen Amt in Berlin eingesetzt, wo er nur bis zum Legationssekretär befördert wurde. Leyden betrieb weiterhin geographische Studien, jetzt über Flandern und die Niederlande, und hielt in Berlin auch wissenschaftliche Vorträge in den geographischen Zirkeln. Sein Italienaufenthalt mündete in geographischen Einleitungen zu Italienbänden von Meyers Reisebüchern sowie Artikel im Großen Herder. Artikel über die politische Situation im faschistischen Italien schrieb er unter dem Pseudonym Franz Rassel. Seinen Wohnort Berlin hat er in dem geographischen Buch über Groß-Berlin erschlossen.
Nach der Machtergreifung der Nationalsozialisten 1933 wurde er im Februar aus dem Staatsdienst entfernt. Leyden zog in die Niederlande, wo er als Privatgelehrter unter widrigen Umständen weiter wissenschaftlich arbeitete und nun in der niederländischen Sprache publizierte. Leyden wurde nach der deutschen Besetzung der Niederlande 1940 als Jude verfolgt und im April 1943 in das Ghetto Theresienstadt deportiert. Für den ebenfalls in Theresienstadt eingesperrten Alfred Philippson war Leyden vor Ort der einzige Berufskollege.
Am 5. November 2021 wurde vor dem ehemaligen deutschen Außenministerium, Berlin-Mitte, Wilhelmstraße 92, ein Stolperstein für ihn verlegt.

## Schriften (Auswahl)

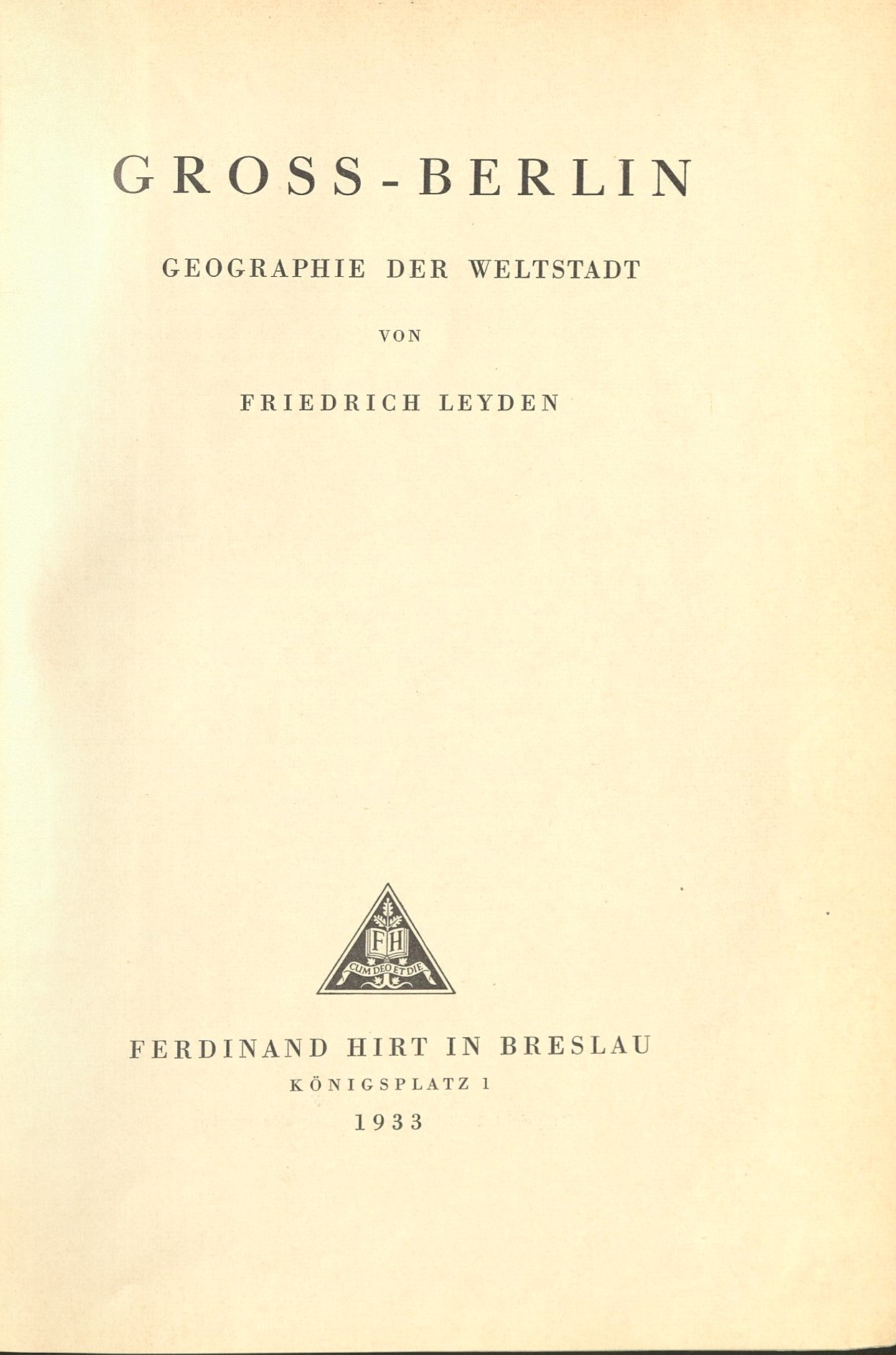
Gross-Berlin (1933)

Das Schriftenverzeichnis bei Creutzburg führt 99 Titel auf.
- Gross-Berlin. Geographie der Weltstadt. Titelbild Alfred Mahlau. Hirt, Breslau 1933. Reprint 1995
- Die Volksdichte in Belgien, Luxemburg und den Niederlanden in ihrer Verteilung nach den einzelnen Gemeinden und in ihren Beziehungen zur Wohndichte und zur Häuserdichte in den drei Staaten. Gotha : Justus Perthes, 1929
- Die Städte des flämischen Landes. Stuttgart : J. Engelhorns Nf., 1924
- Die Entvölkerung der Innenstadt in den größeren Städten von Holland. Tijdschrift Voor Economische Geografie  1935, S. 168–192
- Das System des Feldberggletschers, in: Mitteilungen der Geographischen Gesellschaft München, 1912.